# 吉田秀彦
吉田 秀彦（よしだ ひでひこ、1969年9月3日 - ）は、日本の男性柔道家、総合格闘家。愛知県大府市出身。1992年バルセロナオリンピック柔道男子78kg級金メダリスト。柔道七段。現在は吉田道場師範、パーク24柔道部総監督。

## 来歴

### 柔道
共長小学校-大府西中学校-講道学舎入門-世田谷区立弦巻中学校（中学3年時に転校） -世田谷学園高校-明治大学。その間、戦歴は1984年全中（-65kg級）準優勝、1987年インターハイ（軽重量級）優勝、1987、1988年全日本ジュニア（-78kg級）優勝、1988、1990年世界学生選手権（-78kg級）優勝など。
1991年から1997年まで新日鉄に所属。1992年バルセロナオリンピック（-78kg級）で、予選から決勝まですべて一本勝ちを収め、金メダルを獲得した。
1997年から2002年まで母校明治大学の柔道部の監督を務める傍ら、2000年にはシドニーオリンピック（-90kg級）に出場したが、3回戦で対戦相手（ カルロス・オノラト）の投げを手をついて耐えた際に右肘関節脱臼の怪我を負い敗退、同時に敗者復活戦は不戦敗となった。
2002年、全日本選手権への出場を最後に第一線から退き、自らの道場である吉田道場を設立、師範を務めている。また、同年にゴールデンハート賞を受賞した。

### 総合格闘技
2002年8月28日、プロ格闘家デビューとなるDynamite!で、ホイス・グレイシーとレフェリーストップなしのジャケットマッチ特別ルールで対戦。吉田が袖車絞めの形に入った際に「（ホイスが）落ちた」とアピールし、レフェリーストップのないルールであったがレフェリーが試合をストップした。ホイスはすぐに立ち上がり「落ちていない」と猛抗議し、レフェリーを突き飛ばすなど激昂。ホイス陣営は「レフェリーに試合を止める権利はないはずであり、ノーコンテストである」と抗議。結局、判定が覆ることはなかった。
2002年11月24日、プロ総合格闘技デビュー並びにPRIDEデビューとなるPRIDE.23でドン・フライと対戦し、腕ひしぎ十字固めで一本勝ち。
2002年12月31日、INOKI BOM-BA-YE 2002で佐竹雅昭の引退試合の相手を務め、フロントネックロックで一本勝ち。
2003年8月10日、PRIDE GRANDPRIX 2003 開幕戦で行われたミドル級（-93kg）グランプリの1回戦で田村潔司と対戦。田村の左フック、ローキックなどでダメージを受けながらも、最後は払い腰から袖車絞めで一本勝ち。田村のローキックで左膝にダメージを受け、試合後病院に直行した。
2003年11月9日、PRIDE GRANDPRIX 2003 決勝戦で行われたミドル級グランプリの準決勝でヴァンダレイ・シウバと初対戦。打撃でも真っ向から攻め合い、グラウンドでは上になる場面もあったものの極めきれずタイムアップ、判定負けとなった。
2003年12月31日、PRIDE SPECIAL 男祭り 2003でホイス・グレイシーと再戦。前回の対戦結果によりルールの徹底が図られた中での対戦だった。前回と違い道着の上を脱いできたホイスに防戦一方となり、道着を掴まれた上に動きを封じられて有効な攻撃が出せないまま時間が過ぎ、10分2Rが終了。判定決着なしというルールにより引き分けに終わったものの、試合後のインタビューでは意気消沈する吉田、「決着が着いた」と歓喜のホイス、と明暗が分かれた。
2005年4月23日、PRIDE GRANDPRIX 2005 開幕戦で行われたミドル級グランプリの1回戦でヴァンダレイ・シウバと再戦し、判定負けを喫した。
2006年7月1日、PRIDE 無差別級グランプリ 2006 2nd ROUNDの2回戦でミルコ・クロコップと対戦し、生涯初のTKO負けを喫した。
2006年12月31日、PRIDE 男祭り 2006ではジェームス・トンプソンと対戦。柔道着を脱いで試合に臨んだ吉田だったが、トンプソンの打撃ラッシュの前にTKO負けを喫した。
2008年3月5日、戦極旗揚げ戦戦極 〜第一陣〜でジョシュ・バーネットと対戦。3Rヒールホールドにより一本負けを喫した。
2009年1月4日、戦極の乱2009で菊田早苗と対戦し、判定負けを喫した。
2009年12月31日、Dynamite!! 〜勇気のチカラ2009〜で石井慧デビュー戦の相手を務め、判定勝ちを収めた。
2010年4月25日、吉田秀彦引退興行 〜ASTRA〜にて愛弟子中村和裕を相手に引退試合を行い、0-3の判定負け。

### 柔道へ復帰
プロ格闘家引退から1年が経過し、全日本柔道連盟への指導者登録が可能になったことを受け、2011年5月12日に時間貸し駐車場経営で有名なパーク24の柔道部監督に就任した。なお2年後にはプロ格闘家から選手への復帰も可能になることから、本人は指導者としてだけでなく現役選手としての復帰の可能性も示唆。実際に2013年に現役選手として再登録を行い、同年6月の全日本実業団対抗大会に出場して本格的に現役復帰した。

## 人物・エピソード
- 格闘家生活と並行して、「VIVA JUDO!」というスポーツイベントを日本各地で開き、柔道の普及のために精力的に活動している。
- 中村和裕、瀧本誠らは、吉田道場に所属する吉田の弟子である。
- フェラーリ・F430スパイダーを所有。
- グッチやプラダのスニーカーを愛用している。
- 世田谷学園高校の後輩に元SIAM SHADEの栄喜がおり、入場テーマ曲に栄喜の曲「The Secret」を使用している。
- 所属事務所はJ-ROCK。本来は栄喜がソロ活動するために立ち上げた個人事務所に間借りする形で所属していた。しかし、いつの間にか吉田を中心とするアスリートたちが数多く所属する事務所になってしまい、栄喜は新たな事務所を作るためJ-ROCKを退所した。
- 高阪剛とは、学生柔道時代からの友人。
- パチンコ店『ヒノマルグループ』のイメージキャラクター。

## 戦績

### 総合格闘技
| 総合格闘技 戦績 | 総合格闘技 戦績 | 総合格闘技 戦績 | 総合格闘技 戦績 | 総合格闘技 戦績 | 総合格闘技 戦績 | 総合格闘技 戦績 |
| --------------- | --------------- | --------------- | --------------- | --------------- | --------------- | --------------- |
| 18 試合         | (T)KO           | 一本            | 判定            | その他          | 引き分け        | 無効試合        |
| 9 勝            | 0               | 8               | 1               | 0               | 1               | 0               |
| 8 敗            | 2               | 1               | 5               | 0               | 1               | 0               |

| 勝敗 | 対戦相手               | 試合結果                       | 大会名                                                               | 開催年月日     |
| ×    | 中村和裕               | 5分3R終了 判定0-3              | 吉田秀彦引退興行 〜ASTRA〜                                           | 2010年4月25日  |
| ○    | 石井慧                 | 5分3R終了 判定3-0              | Dynamite!! 〜勇気のチカラ2009〜                                      | 2009年12月31日 |
| ×    | 菊田早苗               | 5分3R終了 判定1-2              | 戦極の乱2009                                                         | 2009年1月4日   |
| ○    | モーリス・スミス       | 1R 2:43 袈裟固め               | 戦極 〜第三陣〜                                                      | 2008年6月8日   |
| ×    | ジョシュ・バーネット   | 3R 3:23 ヒールホールド         | 戦極 〜第一陣〜                                                      | 2008年3月5日   |
| ×    | ジェームス・トンプソン | 1R 7:50 TKO（タオル投入）      | PRIDE 男祭り 2006 -FUMETSU-                                          | 2006年12月31日 |
| ×    | ミルコ・クロコップ     | 1R 7:38 TKO（タオル投入）      | PRIDE 無差別級グランプリ 2006 2nd ROUND 【無差別級グランプリ 2回戦】 | 2006年7月1日   |
| ○    | 西島洋介               | 1R 2:33 三角絞め               | PRIDE 無差別級グランプリ 2006 開幕戦 【無差別級グランプリ 1回戦】    | 2006年5月5日   |
| ○    | 小川直也               | 1R 6:04 腕ひしぎ十字固め       | PRIDE 男祭り 2005 頂-ITADAKI-                                        | 2005年12月31日 |
| ○    | タンク・アボット       | 1R 7:12 片羽絞め               | PRIDE GRANDPRIX 2005 決勝戦                                          | 2005年8月28日  |
| ×    | ヴァンダレイ・シウバ   | 3R（10分/5分/5分）終了 判定1-2 | PRIDE GRANDPRIX 2005 開幕戦 【ミドル級グランプリ 1回戦】             | 2005年4月23日  |
| ×    | ルーロン・ガードナー   | 3R（10分/5分/5分）終了 判定0-3 | PRIDE 男祭り 2004 -SADAME-                                           | 2004年12月31日 |
| ○    | マーク・ハント         | 1R 5:25 腕ひしぎ十字固め       | PRIDE GRANDPRIX 2004 2nd ROUND                                       | 2004年6月20日  |
| △    | ホイス・グレイシー     | 10分2R終了 時間切れ            | PRIDE SPECIAL 男祭り 2003                                            | 2003年12月31日 |
| ×    | ヴァンダレイ・シウバ   | 2R（10分/5分）終了 判定0-3     | PRIDE GRANDPRIX 2003 決勝戦 【ミドル級グランプリ 準決勝】            | 2003年11月9日  |
| ○    | 田村潔司               | 1R 5:06 袖車絞め               | PRIDE GRANDPRIX 2003 開幕戦 【ミドル級グランプリ 1回戦】             | 2003年8月10日  |
| ○    | 佐竹雅昭               | 1R 0:50 フロントネックロック   | INOKI BOM-BA-YE 2002                                                 | 2002年12月31日 |
| ○    | ドン・フライ           | 1R 5:32 腕ひしぎ十字固め       | PRIDE.23                                                             | 2002年11月24日 |

### グラップリング
| 勝敗 | 対戦相手           | 試合結果                | 大会名                                                  | 開催年月日    |
| ○    | ホイス・グレイシー | 1R 7:24 TKO（袖車絞め） | Dynamite! SUMMER NIGHT FEVER in 国立 【道衣着用ルール】 | 2002年8月28日 |

## 柔道のタイトル
- 全国中学校体育大会柔道競技 中量級 2位（1984年）
- 全国高等学校総合体育大会柔道競技 軽重量級 優勝（1987年）
- 全日本学生体重別選手権 78kg級 3連覇（1988年、1989年、1990年）
- 世界学生体重別選手権 78kg級 2連覇（1988年、1990年）
- 嘉納治五郎杯東京国際柔道大会 78kg級 優勝（1990年）
- 世界柔道選手権 78kg級 3位（1991年）
- 全日本柔道選手権 3位（1991年）
- 全日本選抜柔道体重別選手権 78kg級 優勝（1992年）
- バルセロナオリンピック 柔道男子78kg級 優勝（1992年）
- フランス国際 優勝（1993年）
- 世界柔道選手権 78kg級 2位（1993年）
- 全日本柔道選手権 2位（1994年）
- 嘉納治五郎杯東京国際柔道大会 86kg級 優勝（1994年）
- 講道館杯 86kg級 優勝（1994年）
- フランス国際 優勝（1995年）
- 全日本選抜柔道体重別選手権 86kg級 優勝（1995年）
- 世界柔道選手権 86kg級 2位（1995年）
- 全日本選抜柔道体重別選手権 86kg級 優勝（1996年）
- アトランタオリンピック 柔道男子86kg級 5位（1996年）
- 講道館杯 90kg級 優勝（1998年）
- 全日本選抜柔道体重別選手権 90kg級 優勝（1999年）
- 世界柔道選手権 90kg級 優勝（1999年）
- 全日本選抜柔道体重別選手権 90kg級 優勝（2000年）

## 柔道・総合格闘技以外での受賞歴
- アクアピースゴールデンハート賞（2002年） ※アクアピースネットワーク主催[7]

## 出演

### CM
- 日商エステム（高島礼子と共演）